# Грінлі (округ, Аризона)
Шаблон:StateAbbr_ 33°06′06″ пн. ш. 109°16′07″ зх. д. / 33.101666666667° пн. ш. 109.26861111111° зх. д.
Грінлі (англ. Greenlee County) — округ (графство) у штаті Аризона. Ідентифікатор округу 04011.

## Історія
Округ утворений 1909 року.

## Демографія
За даними перепису
2000 року
загальне населення округу становило 8547 осіб, зокрема міського населення було 4292, а сільського — 4255.
Серед мешканців округу чоловіків було 4462, а жінок — 4085. В окрузі було 3117 домогосподарств, 2266 родин, які мешкали в 3744 будинках.
Середній розмір родини становив 3,26.
Віковий розподіл населення поданий у таблиці:
| Стать    | До 15 років | 15-21 | 22-29 | 30-39 | 40-49 | 50-65 | 65-85 | Понад 85 |
| -------- | ----------- | ----- | ----- | ----- | ----- | ----- | ----- | -------- |
| Чоловіки | 1157        | 481   | 366   | 610   | 755   | 702   | 366   | 25       |
| Жінки    | 1055        | 422   | 395   | 581   | 597   | 577   | 409   | 49       |

## Суміжні округи
- Апачі — північ
- Катрон, Нью-Мексико — схід
- Грант, Нью-Мексико — схід
- Гідальго, Нью-Мексико — південний схід
- Кочіс — південь
- Грем — захід

## Виноски
1. ↑  American FactFinder. Бюро перепису населення США. Архів оригіналу за 21 травня 2008. Процитовано 31 січня 2008.
2. ↑  " [Архівовано 2010-06-28 у Wayback Machine.]." Office of Business Development. Retrieved on July 6, 2008.